# Browning Hi-Power
A Browning Hi-Power az amerikai John Moses Browning által tervezett 9 mm-es félautomata pisztoly. A fegyver fejlesztését Browning 1926-os halála után a belga Dieudonné Saive fejezte be, majd a Fabrique Nationale d'Herstal kezdte el gyártani. A fegyverre a HP (High-Power) és a GP (Grande Puissance) elnevezést is használják. De ismert még M35, M1935 és P35 jelzéssel is.

## Története
John Browning a fegyvert a francia hadsereg nagy teljesítményű szolgálati hadipisztoly iránti igényére válaszul kezdte el tervezni. A francia harcászati és műszaki követelmények a fegyverrel szemben kompakt felépítést, legalább 50 m-es hatásos lőtávolságot és 10 darabos tárkapacitást, valamint külső kakasos elsütőszerkezetet írtak elő. Browning a tervezésekor az általa tervezett M1911 pisztolyból indult ki, de annál egyszerűbb szerkezetű és nagyobb tárkapacitású fegyvert akart létrehozni. Az M1911-hez képest legjelentősebb módosítás a zárolásban és a lőszerválasztásban történt. A tervező a fegyverhez a 9x19 mm-es Parabellum lőszert választotta. Megtartotta az M1911-esnél is alkalmazott rövid billenő csöves, csőhátrasiklásos rendszert, de a Hi-Powernél a kireteszelést egy egyszerűbb konstrukciós megoldású, ferde kimunkálású csőszakáll biztosítja.
A második világháború alatt a szövetségesek és a tengelyhatalmak egyaránt rendszeresítették és használták. A szövetségesek (illetve a Brit Nemzetközösség) legnagyobb ellátója a kanadai John Inglis & Co. volt, míg a németek részére a megszállt Franciaországban működő Manurhin gyártotta a Hi-Powereket.

## Külső hivatkozások
- A Hi-Power pisztoly a Browning honlapján (angolul)